# Løvebiografen
Løvebiografen  er en tidligere biograf, der var beliggende på Amagertorv 33 på Strøget i København. Biografen blev grundlagt af grosserer Zahle-Lassen og åbnede den 15. december 1908 under navnet Luksustoget. Biografen skiftede i 1910 navn til Løvebiografen. Biografen blev hurtigt en succes, men grundet pladsproblemer etablerede ejerne en ny støre biograf, Victoria-Teatret, og Løvebiografen lukkede allerede i 1911.

## Historie
Biografen blev under navnet Luksustoget indrettet i en nyopført ejendom på hjørnenet af Amagertorv og Hyskenstræde tegnet af Victor Nyebølle og Christian Brandstrup. På stedet havde indtil da ligget Løveapoteket, der også flyttede ind i den nye bygning, men indgangen ved bygningens hjørne blev overladt til det nye stumme teater. Grosserer Zahle-Lassen indrettede biografen som en togvogn med omkring 30 plydssofaer, der kunne gynges under forevisningerne, således at publikum fik illusionen af at være i et rigtigt tog. Luksustoget åbnede den 15. december 1908 og viste rejsefilm med optagelser fra fremmede lande. Andre biografer viste også rejsefilm som en del af programmet, men i Luksustoget var der kun rejsefilm på programmet.
Der opstod imidlertid hurtigt uenighed i ejerkredsen og allerede i februar 1909 leverede grosserer Zahle-Lassen bevillingen tilbage til politimesteren, da hans kompagnoner ikke havde overholdt bevillingens vilkår; de viste eksempelvis gangsterfilm og erotiske film, ligesom de ikke er så nøjeregnende med at betale de udenlandske filmselskaber. Politiet tog affære, Zahle-Lassens kompagnoner blev fjernet fra biografen, og biografbevillingen givet til afholdsmanden Victor Figgé. Figgé udvidede biografens repertoire og supplerede visningerne af rejsefilm med andre typer af film. Året efter, den 6. februar 1910, blev biografens navn ændret til Løvebiografen med reference til Løveapotektet, der lå klods op ad biografen. Den genåbnede biograf, der nu havde opgivet togvogn-opsætningen af stolene til fordel for en amfiteateropstilling, genåbnede allerede den 11. februar 1910. Ombygningen var finansieret af det århusianske filmselskab Fotorama, der placerede sin københavnske filial på Amagertorv 33. På premieredagen for Løvebiografen var der fire film på programmet, hvoraf kun en enkelt var en rejsefilm. Løvebiografen havde kort efter genåbningen repremiere på Fotoramas nationalromantiske krigsfilm fra 1909 Den lille Hornblæser. Den lille hornblæser blev vist hver halve time i biografen og blev en stor succes med op mod 2.000 publikummer dagligt i salen, der kunne rumme 134 gæster.
Senere samme år viste Løvebiografen Fotoramas Den hvide slavehandel, der var instrueret af Alfred Cohn. Filmen blev en kæmpe succes og spillede i syv uger med visninger hvert tredje kvarter fra kl. 2 om eftermiddagen til klokken elleve om aftenen. Succes havde Løvebiografen også med Fotoramas Blandt københavnske Apacher, der havde premiere den 27. marts 1911. Løvebiografen var med sine blot 134 pladser imidlertid for lille i forhold til de mange konkurrerende biografer, der i denne periode skød op i byen, og Figgé besluttede med sin kompagnon Christian Gundersen at flytte biografen til nye lokaler. Den nye biograf, Victoria-Teatret, lå også på Strøget, på hjørnet af Frederiksberggade og Nytorv. Den 7. november 1911 spillede Løvebiografen sin sidste forestilling, Borgerne fra Calais, en film med håndkolorede billeder, og dagen efter åbnede Victoria-Teatret som Danmarks dengang største biograf.